# Russell Springs (Kentucky)
Russell Springs is een plaats (city) in de Amerikaanse staat Kentucky, en valt bestuurlijk gezien onder Russell County.

## Demografie
Bij de volkstelling in 2000 werd het aantal inwoners vastgesteld op 2399.
In 2006 is het aantal inwoners door het United States Census Bureau geschat op 2554, een stijging van 155 (6,5%).

## Geografie
Volgens het United States Census Bureau beslaat de plaats een oppervlakte van
11,9 km², geheel bestaande uit land. Russell Springs ligt op ongeveer 320 m boven zeeniveau.

## Plaatsen in de nabije omgeving
De onderstaande figuur toont nabijgelegen plaatsen in een straal van 36 km rond Russell Springs.